# Белизе (град)
Белизе (енгл. Belize City), или Белизе Сити, је највећи град Белизеа. У прошлости је био главни град Британског Хондураса.

## Историја
Белизе (изворно основан као: енгл. Belize Town) су основали Британци 1638. године. Пре Британаца на том подручју је био мајански град Холзиз. Град је смештен на природно доброј локацији на мору и реци која води у унутрашњост, преко које се, у морску луку, довози дрво. Због искоришћавања шума Британци су довели на хиљаде афричких робова. Град је готово у потпуности уништен када је ураган Хети (енгл. Hattie) захватио белизејску обалу 31. октобра 1961. године. До 1970. године био је главни град Белизеа када је државни парламент премештен у нови град Белмопан. Град је такође тешко погођен ураган ом Ричард (енгл. Richard) 2010. године и, у пожарима, у неколико наврата. Данас је то највећи град Белизеа и седиште истоименог округа.

## Географија
Град је смештен на источном делу Белизеа на обали Мексичког залива.

## Становништво
| Година       |
| Становништво |
| ------------ |

Град се на простире на 35.667 km². У граду живи 57.169 становника, према подацима из 2010. године. У ширем подручју града живи 67.964 становника, према подацима из 2012. године. Град се дели на: Северни Белизе (енгл. Belize City North Side) и Јужни Белизе (енгл. Belize City South Side).

## Партнерски градови
- Ен Арбор
- Еванстон[7]
- Каохсиунг
- Прери Вју[8]

## Галерија
- Панорама
- Градска лука
- Центар града
- Градска скупштина
- Једини градски покретни мост